# Sistema de repós local
En astronomia, el sistema de repós local o SRL fa referència al moviment mitjà de la matèria de la Via Làctia en els veïnatges del Sol. La trajectòria d'aquesta matèria no és exactament circular. El Sol recorre una òrbita moderadament excèntrica (e < 0,1) al voltant del centre galàctic a una velocitat de 220 km/s en sentit horari si és observat des del pol nord galàctic. L'òrbita solar té un radi de ≈ 8 kpc respecte al centre de la galàxia, proper a Sgr A *,presentant tan sols una petita desviació cap a l'àpex en relació al SRL. La velocitat de l'SRL està compresa entre 202–241 km/s.